# Mahershalalhashbaz Ali
Mahershalalhashbaz Ali (født Mahershalalhashbaz Gilmore: 16. februar 1974 i Oakland i USA) er en amerikansk skuespiller. Han har blandt andet medvirket i tv-serierne 4400 og Threat Matrix. Han har vundet en række priser for sit skuespil, bl.a to Academy Awards og en Golden Globe pris. 
Hans navn kommer fra Esajas' Bog 8,1 og er det længste navn i Bibelen.[kilde mangler] I Bibelselskabets oversættelse fra 1992 gengives navnet som Le-Maher-Shalal Hash-Baz.

## Filmografi
| År   | Titel                                 | Rolle                     | Noter    |
| ---- | ------------------------------------- | ------------------------- | -------- |
| 2003 | Making Revolution                     | Mac Laslow                |          |
| 2008 | Umi's Heart                           | Ezra                      | Kortfilm |
| 2008 | The Curious Case of Benjamin Button   | Tizzy Weathers            |          |
| 2009 | Crossing Over                         | Detective Strickland      |          |
| 2010 | Predators                             | Mombasa                   |          |
| 2012 | The Place Beyond the Pines            | Kofi Kancam               |          |
| 2013 | Go for Sisters                        | Dez                       |          |
| 2014 | Supremacy                             | Deputy Rivers             |          |
| 2014 | The Hunger Games: Mockingjay - Part 1 | Boggs                     |          |
| 2015 | The Hunger Games: Mockingjay - Part 2 | Boggs                     |          |
| 2016 | Kicks                                 | Marlon                    |          |
| 2016 | Gubagude Ko                           | Ochoro                    | Kortfilm |
| 2016 | Free State of Jones                   | Moses Washington          |          |
| 2016 | Moonlight                             | Juan                      |          |
| 2016 | Hidden Figures                        | Jim Johnson               |          |
| 2017 | Roxanne Roxanne                       | Cross                     |          |
| 2018 | Green Book                            | Don Shirley               |          |
| 2018 | Spider-Man: Into the Spider-Verse     | Aaron Davis / The Prowler | Stemme   |
| 2019 | Alita: Battle Angel                   |                           |          |